# 佐藤哲也 (アナウンサー)
佐藤 哲也（さとう てつや、1968年11月13日 - ）は、フリーアナウンサー。

## 来歴
神奈川県相模原市出身。神奈川県立上鶴間高等学校、駒澤大学経済学部商学科を卒業後、1993年に西日本放送に契約アナウンサーとして入社。1995年にラジオ福島に移籍後、2006年に退社、フリーアナウンサーとなる。
かつては競馬中継にも携わり、土曜朝や夕方のワイド番組も担当し報道番組、サッカーなどのスポーツ取材、歌謡曲番組などを担当していた。1998年頃に担当していた『s@sukenet-Revolution Get-you!』では、マスター役を務め、路上ミュージシャンのaveを発掘した他、ディレクターのジョンと共に多くの男子中高生の兄貴分として慕われる。番組が終了した後も交流を持ち続けたリスナーもいた。
現在はスポーツ実況の他、アナウンススクールの講師としても活動中。2022年5月より、ニッポン放送にて契約アナウンサーとして報道部ニュースデスクを担当。

## 現在の出演番組
- J SPORTSラグビー中継など
- かわさきFM　朝ワイド番組、川崎フロンターレ実況中継など
- FMカオン　朝、昼ワイド番組など
- オールナイトニッポン MUSIC10 2022年5月10日 - 火曜日[3]
- 上柳昌彦 あさぼらけ 2022年5月11日 - 水曜日[3]
- 徳光和夫 とくモリ!歌謡サタデー 2022年5月14日 -
- 八木亜希子 LOVE&MELODY 同上

## 過去の担当番組
- ケーブルテレビ富山「JFL中継」[4]
- ニコニコ生放送「X Games 2013」[4]
- ニコニコ生放送「ソリティ馬」
- ニコニコ生放送「甲子園　全国高校野球選手権大会〜みんなで一緒に野球を見よう〜」（2013年 - 2015年）
- BSスカパー!「ソチパラリンピック2014」